# Mátyás Németh
Mátyás Németh (* 22. März 2001) ist ein ungarischer Leichtathlet, der sich auf den Weitsprung spezialisiert hat.

## Sportliche Laufbahn
Erste internationale Erfahrungen sammelte Mátyás Németh im Jahr 2023, als er bei den U23-Europameisterschaften in Espoo mit einer Weite von 7,71 m die Bronzemedaille hinter dem Norweger Henrik Flåtnes und Simon Batz aus Deutschland gewann. Anschließend belegte er bei den World University Games in Chengdu mit 7,39 m den neunten Platz, ehe er bei den Weltmeisterschaften in Budapest mit 7,79 m in der Qualifikationsrunde ausschied.

## Persönliche Bestleistungen
- Weitsprung: 7,79 m (−0,9 m/s), 5. August 2023 in Chengdu
  - Weitsprung (Halle): 6,87 m, 4. Februar 2023 in Budapest